# Josh Hawley
Joshua David Hawley (1979. december 31. –) amerikai jogász és politikus, Missouri szenátora 2019 óta. A Republikánus Párt tagja, Missouri főügyésze volt 2017 és 2019 között. 
Springdaleben (Arkansas) született, a Stanford Egyetemen szerezte diplomáját 2002-ben és a Yale Jogi Egyetemen 2006-ban. Tanított a londoni St Paul's iskolában és a Missouri Jogi Egyetemen.
2020 decemberében ő volt az első szenátor, aki bejelentette, hogy támogatni fogja Joe Biden győzelmének elvetését a 2020-as amerikai elnökválasztáson. Terjesztette az alaptalan összeesküvés-elméletet, hogy a választás eredménye el volt lopva Donald Trumptól. Január 6-án, mikor az elektori szavazatokat számlálták és megtörtént a Capitolium ostroma, Hawley szolidaritását fejezte ki Donald Trump követőivel. A politikai spektrum mindkét feléről úgy tartják, hogy Hawley részben felelős a lázongásért és az ennek következtében történt öt halálozásért. Többen felszólították, hogy mondjon le.

## Választási eredmények

### Választások
| Párt                 | Jelölt         | Szavazatok | %     |
| -------------------- | -------------- | ---------- | ----- |
| 25x25px[halott link] | Josh Hawley    | 1,607,550  | 58.5  |
| 25x25px[halott link] | Teresa Hensley | 1,140,252  | 41.5  |
| Összesen             | Összesen       | 2,747,802  | 100.0 |

| Párt                 | Jelölt                        | Szavazatok | %     |
| -------------------- | ----------------------------- | ---------- | ----- |
| 25x25px[halott link] | Josh Hawley                   | 1,254,927  | 51.4  |
| 25x25px[halott link] | Claire McCaskill (hivatalban) | 1,112,935  | 45.6  |
| FÜG                  | Craig O'Dear                  | 34,398     | 1.4   |
| 25x25px[halott link] | Japheth Campbell              | 27,316     | 1.1   |
| 25x25px[halott link] | Jo Crain                      | 12,706     | 0.5   |
| További jelöltek     | További jelöltek              | 7          | <0.01 |
| Összesen             | Összesen                      | 2,442,289  | 100.0 |

### Előválasztások
| Párt                 | Jelölt        | Szavazatok | %     |
| -------------------- | ------------- | ---------- | ----- |
| 25x25px[halott link] | Josh Hawley   | 415,702    | 64.2  |
| 25x25px[halott link] | Kurt Schaefer | 231,657    | 35.8  |
| Összesen             | Összesen      | 647,359    | 100.0 |

| Párt                 | Jelölt          | Szavazatok | %     |
| -------------------- | --------------- | ---------- | ----- |
| 25x25px[halott link] | Josh Hawley     | 389,878    | 58.6  |
| 25x25px[halott link] | Tony Monetti    | 64,834     | 9.7   |
| 25x25px[halott link] | Austin Petersen | 54,916     | 8.3   |
| 25x25px[halott link] | Kristi Nichols  | 49,640     | 7.5   |
| 25x25px[halott link] | Christina Smith | 35,024     | 5.3   |
| 25x25px[halott link] | Ken Patterson   | 19,579     | 2.9   |
| 25x25px[halott link] | Peter Pfeifer   | 16,594     | 2.5   |
| 25x25px[halott link] | Courtland Sykes | 13,870     | 2.1   |
| 25x25px[halott link] | Fred Ryman      | 8,781      | 1.3   |
| 25x25px[halott link] | Brian Hagg      | 6,871      | 1.0   |
| 25x25px[halott link] | Bradley Krembs  | 4,902      | 0.7   |
| Összesen             | Összesen        | 664,889    | 100.0 |